# 기독교 물품
기독교 물품 또는 기독교 제구는 기독교의 의식에 사용되는 물품이다.

## 로마 가톨릭 교회
제단(祭壇)은 성당의 중앙 안쪽에 놓이며 미사를 거행하는 대(臺)이다. 초대교회에서는 성당 중앙에 놓았으며, 집전자는 이것을 둘러싸고 신자들과 대하도록 되었으나 5세기경부터는 안쪽 벽에 붙여 놓게 되었으며, 집전자는 신도들에게 등을 돌리고 서도록 하였다. 그러나 최근에 건축되는 성당에는 다시 제단을 벽에서 떨어지게 만들어 집전자가 신도들과 마주보면서 미사를 올리도록 하고 있다. 석조로 만들어져서 순교자의 묘 위에 놓여지거나, 순교자의 유물을 안에 집어 넣는 것도 있다. 제단 위에는 중앙에 십자가, 그 밑에는 성별(聖別)된 빵을 넣는 성궤(聖櫃)를 놓아두고, 좌우에는 촛불을 한 쌍 또는 세 쌍으로 세워 두며, 앞에는 수를 놓은 천을 늘어뜨리고, 좌우로 걸치는 흰 천으로 제단을 덮는다. 그 위에는 미사 집전에 필요한 기도문과 복음서를 놓아 둔다.
미사에 쓰이는 성기(聖器)는 포도주의 성배(聖杯)와 빵을 담는 접시, 이것을 놓기 위하여 밑에 까는 하얀 천, 성배와 접시를 덮기 위한 흰 천과 수놓은 천, 빵과 포도주 그리고 물을 넣어 두는 그릇, 집전자의 손을 씻는 그릇과 수건, 향로와 향합(香盒), 미사의 중요 부분을 알려 주는 제령(祭鈴) 따위가 있다. 또 세례를 줄 때 쓰는 세례반(洗禮盤), 병자에게 발라주는 기름을 담은 성유 그릇, 병자에게 성체를 가져가는 휴대용 성체갑(聖體匣) 등도 있다. 전례(典禮)에 사용되는 제복으로는 교황·주교·사제·조제(助祭) 등의 직위에 따라 다르며, 교회력의 절기와 식에 따라 백·적·녹·자·흑 등 다섯 가지 색을 사용한다. 일반적으로 미사 때 사제는 검고 소매가 긴 옷에 하얀 윗옷을 입고 띠를 두르며, 양쪽 어깨에는 스톨을 걸치고 그 위에는 가즈라라고 하는 등쪽에 커다란 십자가를 수놓은 것을 입게 된다. 미사 이외의 전례에서는 검은 옷 위에 짧은 흰옷과 스톨만을 착용한다.

## 개신교
프로테스탄트 교회의 대부분은 예배당의 중앙 정면에 강단이 있는데, 여기에서 성서가 봉독되며, 설교를 하게 된다. 그러나 최근에는 정면에 성탁(聖卓)을 놓고 십자가·꽃·양초 등으로 장식하며, 설교대·성서낭독대를 따로 마련하는 교회도 많이 있다. 성찬식에는 빵 접시와 1인용 작은 컵을 큰 접시 위에 올려놓고 쓰는 수가 많다. 의식복은 전혀 사용하지 않는 교회도 있으나, 집전자나 설교자는 학위복과 닮은 검은색의 소매가 넓은 예복을 사용하고, 성가대원은 흰 옷을 사용하는 교회가 많다.
성공회·루터 교회에서는 로마 가톨릭 교회의 제단과 비슷한 성탁 위에 십자가·촛대를 놓고 신도석과의 사이에 좌우로 갈라서 설교대와 성서낭독대를 놓는다. 형식은 로마가톨릭 교회와 비슷하지만 그것보다는 간소하다. 의식복도 로마가톨릭 교회와 같은 것을 사용하는 교회도 있으나, 흰 옷에 스톨만을 걸치는 간단한 복장을 하는 수가 많다.

## 정교회
성당의 정면에 가톨릭 교회의 제단에 해당하는 보좌(寶座)가 흰 천과 비단으로 덮여 있다. 보좌의 중앙에는 성체를 보존하는 성감(聖龕)이 놓여 있으며, 그 앞에는 성자(聖者)의 유물 일부를 꿰매 붙인 비단이 놓여진다. 성감의 오른쪽에는 병자에게 성체성사를 하기 위한 성체를 운반하는 성궤(聖櫃)가 놓이고, 그 앞에 십자가가 놓여진다. 왼편에는 복음서를 놓게 된다. 제복은 보제(輔祭)는 제의(祭衣)와 비슷한 것을 입고 양쪽 어깨에 스톨을 걸치는 페론이라는 윗옷을 입는다. 주교(主敎)는 사제와 마찬가지의 제의와 스톨을 걸치고 페론 대신 보제의 제의와 같은 삭코스라 하는 제의를 입고, 폭이 넓은 띠를 양어깨로부터 왼쪽 앞으로 늘어뜨리고 보관(寶冠)을 쓴다.